# Tramvaj Křižík&Brožík
Tramvaj Křižík&Brožík je typ elektrického tramvajového vozu vyvinutý pro tramvajovou dráhu v Plzni v závěru 19. století. Autorem její konstrukce byl průmyslník a průkopník elektrotechniky František Křižík, výrobu vozové skříně zajistila karosářská firma V. Brožík & synové Václava Brožíka z Plzně. Vozy, které patřily k vůbec prvním typům tramvají vyráběných v českých zemích, se následně podílely na dopravní obsluze Plzně až do 50. let 20. století. Exemplář tzv. Primátorské tramvaje č. 18 je památkově chráněn jakožto nejstarší dochovaná provozuschopná elektrická tramvaj ve střední Evropě.

## Konstrukce

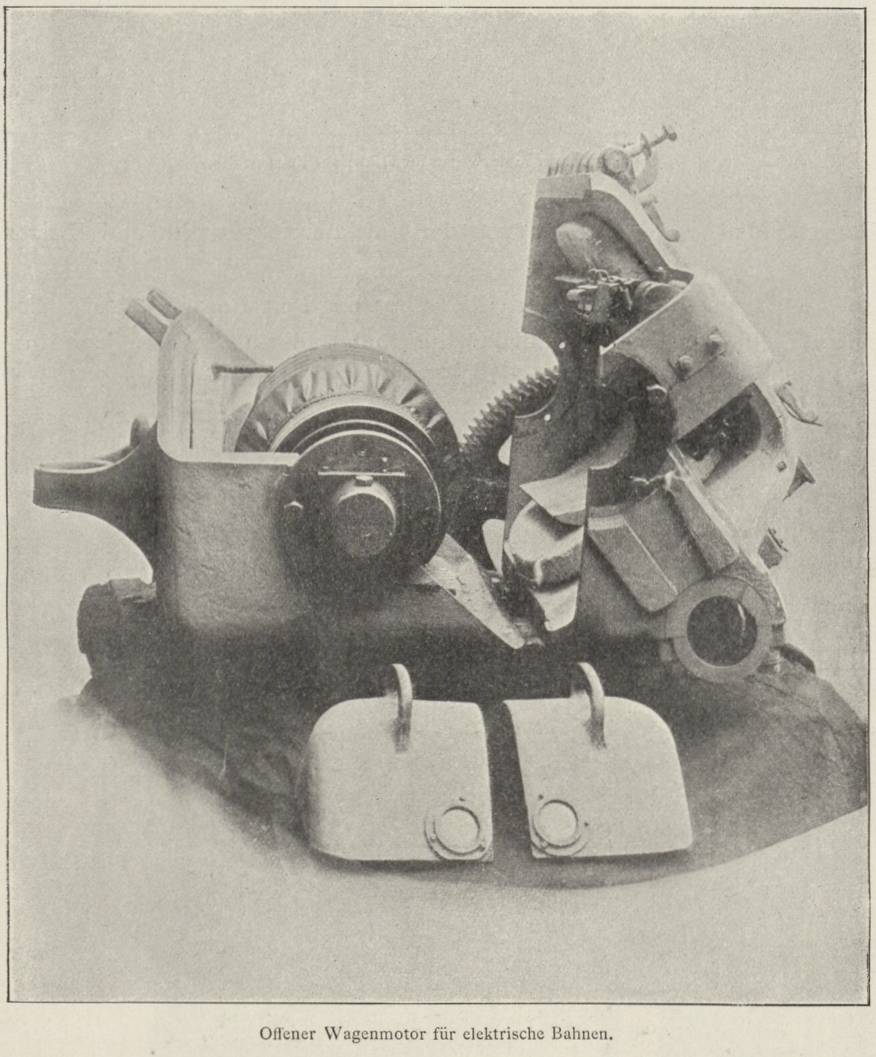
Tramvajový elektromotor Křižíkových závodů v řezu (kniha Die Gross-Industrie Osterreichs, 1898)

S rostoucí industrializací a urbanistickým rozrůstáním Plzně bylo roku 1892 městskou radou rozhodnuto o zřízení městské elektrické dráhy. Realizace byla svěřena elektrotechnickému závodu Františka Křižíka, významného českého elektrotechnika, jehož firma až do roku 1884 sídlila právě v Plzni. Křižíkovy závody pak realizovala částečně se spolupráci s plzeňskými Škodovými zádovy realizovala výstavbu trati včetně osazení elektrického vedení.
Křižík zároveň navrhl tramvajový typ určený pro plzeňské tratě, se dvěma motory, každý o výkonu 11 kW, ovládanými vertikálními kontroléry Křižík, jehož konstrukrétem byl Ing. Rosa. Motory byly dodány Křižíkovou firmou, výrobu vozů pak realizovala plzeňská firma Václava Brožíka staršího (roku 1899 závod předal synovi Václavu mladšímu) vyrábějící především kočáry a v následných několika letech četně také automobilové karoserie. V interiéru vozu se nacházely dvě naproti sobě umístěné dřevěné lavice s kapacitou 16 sedících cestujících, maximální kapacita se tak pohybovala okolo 40 osob. První série představovala 20 vyrobených vozů dodaných roku 1899 nově založené společnosti Elektrické dráhy v Plzni.

## Provoz
Slavnostního zahájení provozu na prvním úseku tramvajové dráhy Plzně s tramvajemi Křižík&Brožík se uskutečnilo 29. června 1899. Jako první na trať vyjel vůz č. 18 s řadou významných pasažérů, včetně tehdejšího primátora města Václava Petáka, tramvaj č. 18 tím získala označení Primátorská tramvaj. Původně měla provoz zahájit tramvaj č. 1, již v depu však došlo k jejímu vykolejení, údajně poté, co byl k řízení připuštěn sám JUDr. Peták a k nehodě došlo jeho přičiněním. Celá síť se po dokončení skládala ze tří jednokolejných tratí (Bory – Lochotín, Skvrňany – Nepomucká třída, Náměstí – Plynárna), vozovna s elektrárnou byly umístěny v bývalém cukrovaru v Cukrovarské ulici v Doudlevcích. Za rok tehdy tramvaje po městě přepravily okolo 800 000 cestujících. Roku 1900 bylo firmou Brožík vyrobeno dalších 5 motorových vozů se silnějšími motory o výkonu 18 kW a 4 vlečné vozy o kapacitě 12 sedících a 16 stojících osob.
Tramvaje představovaly hlavní část vozového parku tramvají Dopravního podniku města Plzně až do 30. let 20. století, kdy začaly být postupně nahrazovány modernějšími modely (zejména Tatra T1) a postupně přestavovány na vlečné vozy. K jejich úplnému vyřazení pak došlo v 50. letech 20. století, vůz č. 20 byl v provozu ještě roku 1960.

## Dochované exempláře
Řada vozů byla následně získána do soukromého vlastnictví a následně umístěna na pozemcích u rodinných domů či v chatových oblastech, kde byla následně přeměněna na obytné objekty či sklady a kůlny.
Vůz č. 18 byl zachován jako historický exemplář a uložen do muzejního depozitáře. V letech 1994 až 1995 prošel generální rekonstrukcí u firmy DRAH-SERVIS Brno. Od roku 1991 je chráněna jako kulturní památka, od roku 2024 pak jako národní kulturní památka České republiky, neboť se jedná nejstarší dochovaný provozuschopný vůz elektrické tramvaje ve střední Evropě.

## Galerie

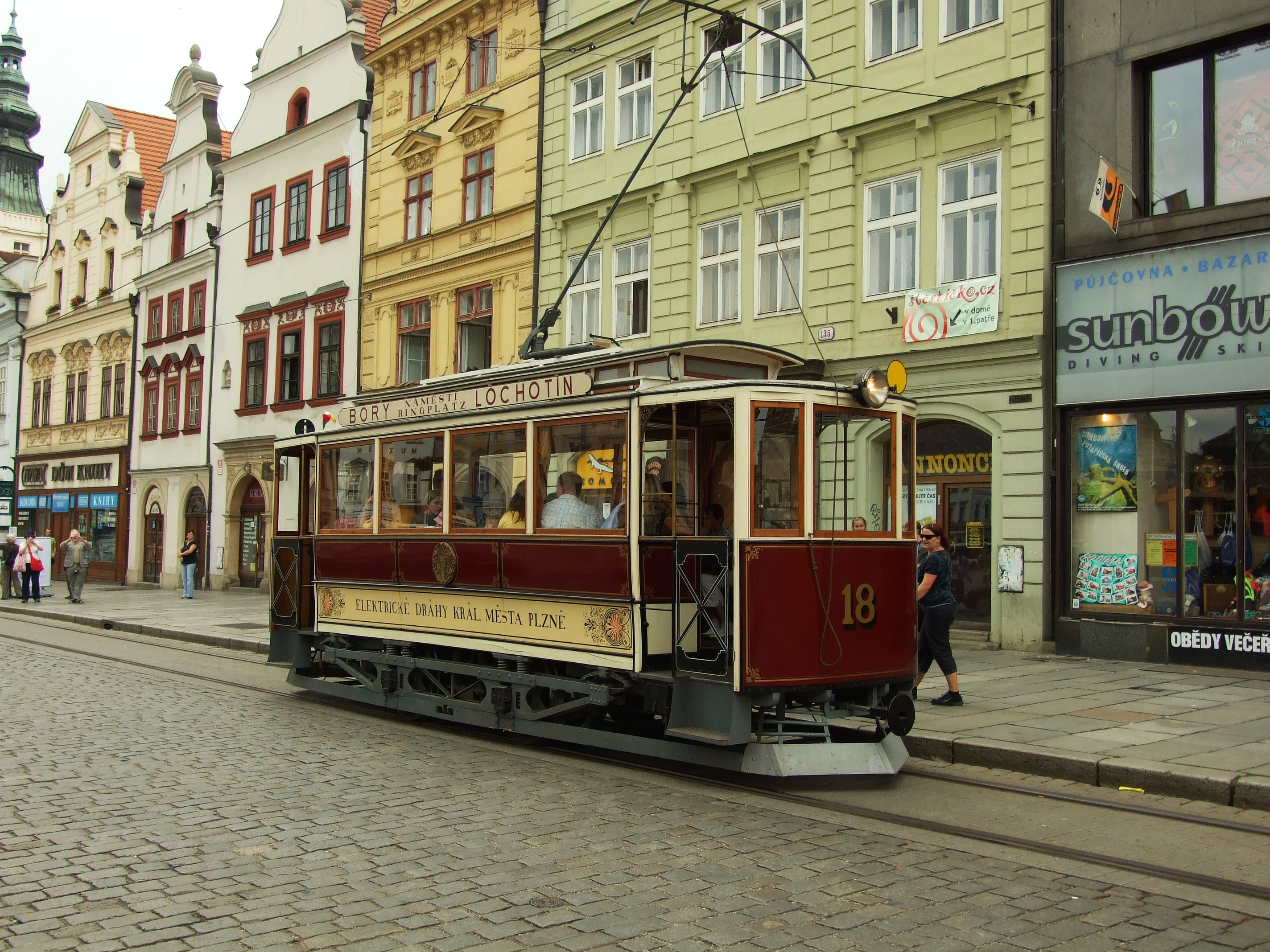
Vůz č. 18 při jízdě náměstím Republiky v Plzni (2009)
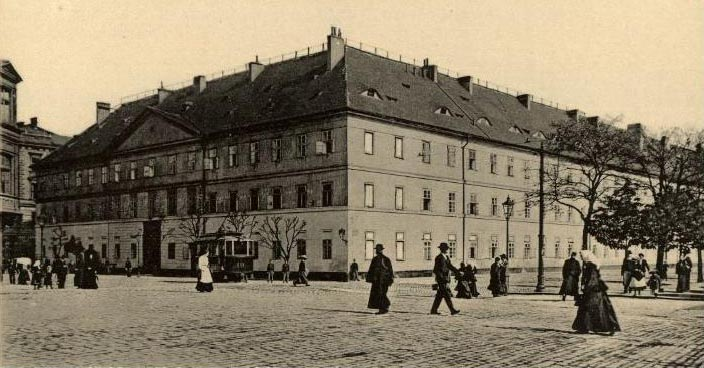
Tramvaj zachycená na fotografii kasáren 35. pěšího pluku v Plzni (okolo roku 1900)